# Jezeřany-Maršovice
Jezeřany-Maršovice (en allemand : Jeseran-Marschowitz) est une commune du district de Znojmo, dans la région de Moravie-du-Sud, en Tchéquie. Sa population s'élevait à 794 habitants en 2020.

## Géographie
Jezeřany-Maršovice se trouve à 10 km à l'est-sud-est de Moravský Krumlov, à 23 km au sud-ouest de Brno, à 34 km au nord-est de Znojmo et à 186 km au sud-est de Prague.
La commune est limitée par Trboušany au nord, par Kupařovice à l'est, par Loděnice au sud-est, par Kubšice au sud, par Vedrovice au sud-ouest, et par Moravský Krumlov à l'ouest et au nord-ouest.

## Histoire
La première mention écrite de la localité date de 1306.

## Transports
Par la route, Jezeřany-Maršovice se trouve à 13 km de Moravský Krumlov, à 32 km de Brno, à 39,5 km de Znojmo et à 217 km de Prague.